# Факула Сикоку
Факула Сикоку (лат. Shikoku Facula) — сравнительно небольшое яркое пятно (область) на поверхности самого большого спутника Сатурна — Титана.

## География и геология
Координаты — 10°24′ ю. ш. 164°06′ з. д. / 10,4° ю. ш. 164,1° з. д. Максимальный размер структуры составляет 285 км. Факула Оаху находится внутри тёмной местности Шангри-Ла, а к северо-западу от неё — светлая местность Дильмун. По соседству с ней расположено множество других факул Титана: на северо-востоке — факула Минданао, на севере — факула Оаху и факулы Никобар, на востоке — факула Кергелен, и другие. Рядом с ней, на юго-востоке, расположены полосы Бакаба.
В северо-восточной части факулы Сикоку находится круглая тёмная деталь диаметром 35 км, похожая на кратер с плоским дном. Факула Сикоку обнаружена в 2004 году на снимках, переданных с космического аппарата «Кассини». 30 апреля 2006 года при радарной съёмке этого региона удалось получить наиболее детальное из имеющихся изображений факулы Сикоку. На радиолокационных снимках выявлены несколько тёмных каналов на светлой местности, а также узкие тёмные полосы, пересекающие границы между светлой и тёмной местностью. Эти полосы интерпретируются как дюнные гряды. Факула Сикоку скорее всего имеет тектоническое происхождение.

## Эпоним
Сначала эту деталь неофициально называли «Великобритания» из-за сходства очертаний. В 2006 году Международный астрономический союз утвердил для неё название факула Сикоку — по имени одного из японских островов.